# Andrew O'Hagan
Compléments
Royal Society of Literature, Royal Society of Edinburgh
Andrew O'Hagan, FRSL, né en 1968 à Glasgow, est un écrivain écossais.

## Biographie
Il obtient le prix James Tait Black en 2003 pour Personality (Personnalité) et Los Angeles Times Book Prize en 2007 pour Be Near Me (Sois près de moi)

## Œuvres traduites en français
- Le Crépuscule des pères [« Our fathers »], trad. de Michèle Albaret-Maatsch, Paris, Éditions Flammarion, 2000, 336 p.  (ISBN 2-08-067868-X)
- Personnalité [« Personality »], trad. de Michèle Albaret-Maatsch, Paris, Éditions Flammarion, 2005, 424 p.  (ISBN 2-08-068522-8)
- Sois près de moi [« Be Near Me »], trad. de Robert Davreu, Paris, Christian Bourgois Éditeur, 2008, 354 p.  (ISBN 978-2-267-01994-0)
- Vie et opinions de Maf le chien et de son amie Marilyn Monroe [« The life and opinions of Maf the dog, and his friend Marilyn Monroe »], trad. de Cécile Deniard, Paris, Christian Bourgois Éditeur, 2010, 343 p.  (ISBN 978-2-267-02109-7)
- Illuminations [« The Illuminations »], trad. de Cécile Deniard, Paris, Christian Bourgois Éditeur, 2015, 350 p.  (ISBN 978-2-267-02752-5)
- Les Éphémères [« Mayflies »], Métailié, 2024